# Acacia stigmatophylla
Acacia stigmatophylla é uma espécie de leguminosa do gênero Acacia, pertencente à família Fabaceae.